# دهستان کوئرو
دهستان کوئرو (به لاتین: Koeru Parish) یک دهستان در استونی است که در شهرستان یروا واقع شده‌است.

## خصوصیات
دهستان کوئرو ۲۳۶٫۸۲ کیلومترمربع مساحت و ۲٬۴۶۵ نفر جمعیت دارد.